# Home (1世代歌曲)
Home是英國、愛爾蘭男子團體一世代迷你專輯Perfect中的一首歌曲。作為數位EP在iTunes和Apple Music於2015年10月22日發行。這首歌也是日本版Made in the A.M.的附加歌曲。

## 發行背景
2015年10月22日，一世代發行了第五張專輯Made in the A.M.的第二張單曲，Perfect。同時發行了Home作為迷你專輯Perfect的宣傳單曲。這首歌由傑米·史考特、路易·湯姆林森和連恩·佩恩共同創作。

## 榜單
| 排行（2015）                         | 最高 排位 |
| ------------------------------------ | --------- |
| 澳大利亚（澳大利亚唱片业协会單曲榜） | 48        |
| 奥地利（Ö3四十强单曲榜）             | 45        |
| 比利时佛兰德（Ultratop五十强单曲榜） | 37        |
| 比利时瓦隆（Ultratop五十强单曲榜）   | 47        |
| 保加利亞（IFPI）                     | 32        |
| 加拿大數位歌曲（Billboard）          | 35        |
| 法国（法國唱片出版業公會單曲榜）     | 75        |
| 斯洛伐克（百強數位單曲榜）           | 91        |
| 英國（官方榜单公司單曲榜）           | 96        |
| 美国（《告示牌》百大單曲榜）         | 74        |
| 美國數位歌曲（Billboard）            | 16        |